# Đại hội Bóng chày Trung học phổ thông Tuyển chọn
Đại hội Bóng chày Trung học phổ thông Tuyển chọn (選抜高等学校野球大会 senbatsu kōtō gakkō yakyū taikai) là giải bóng chày dành cho học sinh trung học phổ thông hang năm tại sân vận động Hanshin Koshien ở thành phố Nishinomiya, tỉnh Hyōgo, Nhật Bản bắt đầu từ năm 1924 (năm Đại Chính thứ 13) bởi Công ty Báo Mainichi và Liên đoàn bóng chày Trung học phổ thông Nhật Bản (Takanoren). Đại hội được tổ chức hàng năm vào giữa tháng Ba, hoặc từ cuối tháng Ba đến đầu tháng Tư. Màu cờ thi đấu và cờ vô địch là màu xanh lam tía. Lá cờ chiến thắng có màu xanh tím, vì vậy nó được gọi là ``chiến thắng kỳ sắc xanh tím''. Đại hội còn được biết đến với tên gọi "Koshien Mùa xuân" (春の甲子園), "Giải Bóng chày Cấp 3 mùa xuân" (春の高校野球), hay "Senbatsu" (選抜). Mỗi năm năm một lần (chữ số cuối cùng là 0 và 5), thì đại hội tổ chức các lần kỉ niệm. Các trường chiến thắng liên tiếp được vinh danh trong bảng vàng của đại hội.

## Phương thức tuyển chọn trường tham dự

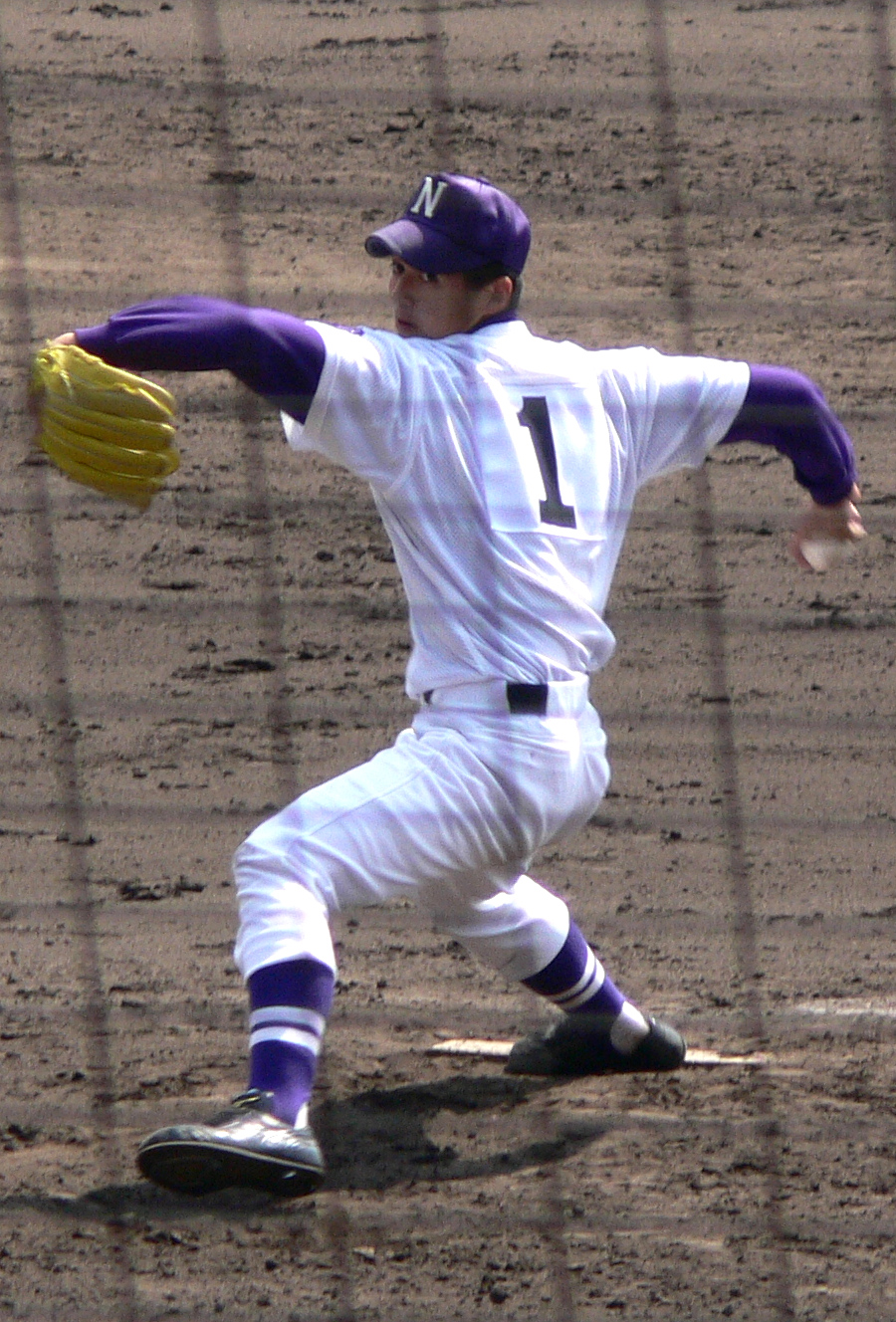
Karakawa Yuki của trường Narita thực hiện pha ném bóng trước trường Koryo trong Đại hội vô địch bóng chày toàn quốc lần thứ 79 tại SVĐ Koshien vào ngày 26 tháng 3 năm 2007.

Trong khi chỉ có các trường vô địch giải đấu loại ở tỉnh (hoặc khu vực tại Tokyo hay Hokkaido) mới dành được suất tham gia Koshien mùa hè, các trường tham dự các giải kì mùa xuân được quyết định bởi hội đồng tuyển chọn cho kì mùa xuân. Takanoren đưa ra các tiêu chí lựa chọn cho các trường tham gia như sau:
1. Tuân theo quy định về tư cách tham gia đại hội bóng chày THPT cho năm giải đấu được tổ chức.
2. Không vi phạm tinh thần của Hiến chương Bóng chày Học sinh Nhật Bản.
3. Văn hóa, phẩm giá và kĩ năng của trường phù hợp với môn bóng chày cao đẳng và các trường ứng cử viên được chọn do liên minh bóng chày cao đẳng cấp huyện đề xuất, có tính đến các khía cạnh khu vực.
4. Về chuyên môn sẽ tính theo kết quả thi đấu và năng lực từ khi thành lập đội mới trong năm cho đến khi bắt đầu kì đại hội, cộng với những yếu tố như tính chất tương quan cuộc đối đấu.
5. Đặc điểm chính của đại hội này là không có vòng sơ loại.Trong tiêu chí lựa chọn từ giải đấu lần thứ 88 năm 2016 đến giải đấu thứ 93 năm 2021, nó được viết là "đặc trưng".</ref> Vì vậy, giải đấu cấp tỉnh mùa thu chỉ là yếu tố tham khảo chứ không phải vòng loại cho đại hội chính.

Do sửa đổi từ giải đấu thứ 88, việc cân nhắc nội dung của cuộc thi trong lựa chọn và vị trí của giải đấu mùa thu đã được quy định. Ngoài ra, vì chỉ có 32 trường tham gia mỗi kì hoặc 34 hay 36 trường trong kì kỉ niệm, nên luôn có những tỉnh không có trường tham dự (riêng Tōkyō và Hokkaidō luôn được đảm bảo có ít nhất một trường tham dự). Ngược lại, một tỉnh có kết quả tốt có thể có hai hoặc nhiều trường tham dự (trước đây có tỉnh có đến bốn trường cùng được chọn cho một kì).

## Thể thức
Trong khi chỉ có các trường vô địch giải đấu loại ở tỉnh (hoặc khu vực tại Tokyo hay Hokkaido) mới dành được suất tham gia Koshien mùa hè, các trường tham dự các giải kì mùa xuân được quyết định bởi hội đồng tuyển chọn cho kì mùa xuân. Takanoren đưa ra các tiêu chí lựa chọn cho các trường tham gia như sau:
1. Tuân theo quy định về tư cách tham gia đại hội bóng chày THPT cho năm giải đấu được tổ chức.
2. Không vi phạm tinh thần của Hiến chương Bóng chày Học sinh Nhật Bản.
3. Văn hóa, phẩm giá và kĩ năng của trường phù hợp với môn bóng chày cao đẳng và các trường ứng cử viên được chọn do liên minh bóng chày cao đẳng cấp huyện đề xuất, có tính đến các khía cạnh khu vực.
4. Về chuyên môn sẽ tính theo kết quả thi đấu và năng lực từ khi thành lập đội mới trong năm cho đến khi bắt đầu kì đại hội, cộng với những yếu tố như tính chất tương quan cuộc đối đấu.
5. Đặc điểm chính của đại hội này là không có vòng sơ loại. Vì vậy, thành tích giải đấu cấp tỉnh mùa thu chỉ là yếu tố tham khảo chứ không phải vòng loại cho đại hội chính. (Ví dụ: trong Kì đại hội mùa thu năm 2008 ở vùng Tōhoku, Học viện Ichinoseki về nhì. Tuy nhiên, họ mất suất tham dự vào tay đội xếp thứ 3 là trường Hanamaki Higashi cho kì mùa xuân năm 2009.)

Do sửa đổi từ giải đấu thứ 88, việc cân nhắc nội dung của cuộc thi trong lựa chọn và vị trí của giải đấu mùa thu đã được quy định. Ngoài ra, vì chỉ có 32 trường tham gia mỗi kì hoặc 34 hay 36 trường trong kì kỉ niệm, nên luôn có những tỉnh không có trường tham dự (riêng Tōkyō và Hokkaidō luôn được đảm bảo có ít nhất một trường tham dự). Ngược lại, một tỉnh có kết quả tốt có thể hai hoặc nhiều trường tham dự(trước đây có tỉnh có đến bốn trường cùng được chọn cho một kì).
Trong số 32 suất dự, 26 suất được trao tự động cho các khu vực sau:
- Hokkaido - 1
- Tōhoku - 2
- Kantō - 4
- Tokyo - 1
- Tōkai - 2
- Hoku-shin'etsu - 2
- Kansai - 6
- Chūgoku - 2,5
- Shikoku - 2,5
- Kyushu gồm cả Okinawa - 4

Ngoài ra, một suất bổ sung được trao cho một đội ở khu vực Kanto/Tokyo và một suất khác cho một đội ở khu vực Chūgoku/Shikoku.
Khu vực của trường chiến thắng trong Đại hội Mùa thu Meiji Jingu (bao gồm tất cả các nhà vô địch đại hội mùa thu cấp vùng) cũng nhận được suất.
3 suất được lựa chọn cuối cùng được gọi là "Đội của Thế kỉ 21".
Suất "Đội của thế kỉ 21" là một cách để đem lại cơ hội tham dự cho các đội có thể không tiến gần đến vòng loại hoặc đã từng là trường học kiểu mẫu ở một khía cạnh nào đó. Một tỉnh sẽ đề cử một trường cho suất này vào khoảng tháng 11 đến tháng 12, với điều kiện là đã vào tới ít nhất là vòng 16 đội tại đại hội cấp tỉnh. Sau đó, mỗi vùng đề cử một trong các trường ứng viên của các tỉnh mình để đệ lên ủy ban tuyển chọn trước ngày 15 tháng 12. Cuối cùng, ủy ban chọn ra ba trường trong số này cho suất "thế kỉ 21".